# Excite
Excite是由IAC运营的美国门户网站，提供諸如新闻、天气資訊以及元搜索引擎等功能。
Excite公司成立于1994年，两年后上市。 Excite在1990年代曾是Internet上的热门网站，门户网站Excite.com是1997年访问量第六大的网站。该公司与宽带提供商@Home Network合并，但2001年公司破产。 Excite網站被iWon和Ask.com收购，但之后该网站訪問量急劇下降。